# Grovely Wood
Grovely Wood är en skog i civil parish Barford St. Martin, i distriktet Wiltshire, i grevskapet Wiltshire, i England. Skogen är belägen 10 km från Salisbury. Groveley Wood var en civil parish från 1858 till 1934 då den blev en del av Barford St Martin. Civil parish hade 32 invånare år 1931. Skogen nämndes i Domedagsboken (Domesday Book) år 1086, och kallades då Grauelinges.